# 戴夫·舒尔茨
戴夫·舒尔茨（英語：Dave Schultz，1959年6月6日—1996年1月26日），美国男子摔跤运动员，主攻自由式。他曾代表美国参加1984年夏季奥林匹克运动会摔跤比赛，获得男子自由式沉量级金牌。

## 家庭
弟弟马克·舒尔茨。